# Christian Birch
Christian Birch (29. januar 1760 – 3. juni 1829) var en dansk embedsmand, søn af byskriver og mineralinspektør i København Andreas Birch, bror til biskop Andreas Birch og sognepræst Carl Christian Laurentius Birch.

## Biografi
Birch blev 1774 privat dimitteret, 1778 juridisk kandidat, studerede 1779-81 i Gøttingen, blev 1784 fuldmægtig i Finanskollegiet, 1787 sekretær i den extraordinære finanskommission, 1794 chef for Finanskollegiets sekretariat, var fra 1794-1800 tillige generallottoinspektør, blev 1800 kammerråd, 1801 assessor og 1808 deputeret i Finanskollegiet, samme år etatsråd, 1816 tillige medlem af direktionen for statsgælden og Den synkende Fond samt medlem af bestyrelsen for den almindelige pensionskasse og 1817 konferensråd. 
Han havde således erhvervet sig en fremragende stilling i centraladministrationen; men han havde også bestandig vist sig som en udmærket dygtig og flittig embedsmand, der i den for staten vanskelige finansperiode havde udført meget og byrdefuldt arbejde. Da opdagedes det pludselig i året 1820, at han i en lang årrække – for at dække tabene ved en ulykkelig og stedse stigende passion for at spille i Tallotteriet – havde benyttet sin stilling til at besvige Staten for meget betydelige beløb, og han blev i året 1821 af Højesteret dømt til at have sin ære og de ham betroede embeder forbrudt samt til at hensættes i fængsel på livstid.

## Ægteskab
Han var gift med Frederikke Louise Charlotte f. Rottbøll (26. april 1770 – 4. februar 1834), datter af biskop Christian Michael Rottbøll og Christine Hedevig f. Brix, som havde været lektrice hos enkedronning Juliane Marie. Hun delte mandens fængsel.